# (1124) Stroobantia
(1124) Stroobantia – planetoida z pasa głównego asteroid okrążająca Słońce w ciągu 5 lat i 4 dni w średniej odległości 2,93 au. Została odkryta 6 października 1928 w Observatoire Royal de Belgique w Uccle przez Eugène’a Delporte. Nazwa planetoidy pochodzi od Paula Stroobanta (1868–1936), belgijskiego astronoma, dyrektora Observatoire Royal de Belgique. Przed nadaniem nazwy planetoida nosiła oznaczenie tymczasowe (1124) 1928 TB.